# Antonio Béguez César
Antonio Béguez César (Santiago de Cuba, Cuba, 2 de marzo de 1895-Santiago de Cuba, 11 de febrero de 1975) fue un pediatra cubano.
Béguez descubrió en 1933 la condición que llamó «Neutropenia crónica maligna familiar con granulaciones atípicas de los leucocitos», cuyos detalles fueron publicados en el Boletín de la Sociedad Cubana de Pediatría en enero de 1943.
En la I Jornada Latinoamericana de Estudios Cooperativos en Hematología, celebrada en La Habana en 1973, el Dr. Antonio Béguez César fue reconocido mundialmente como el descubridor de esta enfermedad, aunque haya sido más comúnmente divulgada con el nombre de Síndrome de Chédiak–Higashi. Falleció en su ciudad natal el 11 de febrero de 1975.